# Calycogonium ramosissimum
Calycogonium ramosissimum är en tvåhjärtbladig växtart som beskrevs av Ignatz Urban och Erik Leonard Ekman. Calycogonium ramosissimum ingår i släktet Calycogonium och familjen Melastomataceae. Inga underarter finns listade i Catalogue of Life.